# Úmluva proti mučení a jinému krutému, nelidskému či ponižujícímu zacházení nebo trestání

Účastnické státy úmluvy. V zelené barvě jsou státy, které úmluvu ratifikovaly, ve žluté jsou státy, které úmluvu pouze podepsaly.

Úmluva proti mučení a jinému krutému, nelidskému či ponižujícímu zacházení nebo trestání je mezinárodní smlouva, která byla přijata Valným shromážděním OSN dne 10. prosince 1984 v New Yorku. Úmluva vstoupila v platnost 26. června 1987 poté, co byla ratifikována 20 státy.
Československo úmluvu podepsalo 8. září 1986 a následně ratifikovalo Federálním shromážděním Československé socialistické republiky a prezidentem. Úmluva byla vyhlášena vyhláškou Ministerstva zahraničních věcí ČSSR č. 143/1988 Sb. Česká republika závazky plynoucí z úmluvy při svém vzniku převzala.

## Historie přijetí úmluvy
Této úmluvě předcházela Deklarace o ochraně všech osob před mučením a jiným krutým, nelidským či ponižujícím zacházením nebo trestáním, kterou přijalo Valné shromáždění OSN dne 9. prosince 1975. Valné shromáždění požádalo Komisi pro lidská práva o sledování, zda jsou učiněny veškeré nezbytné kroky pro zajištění dodržování Deklarace.
O dva roky později (8. prosince 1977) požádalo Valné shromáždění Komisi pro lidská práva, aby vypracovala návrh úmluvy proti mučení a jinému krutému, nelidskému či ponižujícímu zacházení nebo trestání v souladu se zásadami obsaženými v Deklaraci. Komise zahájila zasedání v roce 1978 a hlavní návrh úmluvy předložilo Švédsko. Skupina se scházela až do roku 1984. Valné shromáždění dne 10. prosince 1984, na doporučení Třetího výboru, hlasovalo a úmluva byla přijata a připravena k podpisu. V platnost vstoupila 26. června 1987 ratifikací 20 států. 

## Obsah úmluvy
Úmluva má za cíl zabraňovat mučení a jinému krutému, nelidskému či ponižujícímu zacházení nebo trestání po celém světě a hájit tak lidská práva. Obsahem úmluvy jsou jednak ustanovení hmotněprávní, která specifikují závazek státu zabránit mučení a jinému krutému, nelidskému či ponižujícímu zacházení nebo trestání na území pod jeho jurisdikcí, jednak ustanovení organizační a procesní povahy. Úmluva je rozdělena na tři části a má 33 článků.
Část I. (články 1–16) obsahuje v článku 1 definici mučení, které představuje jakékoli jednání, jímž je člověku úmyslně působena silná bolest nebo tělesné či duševní utrpení s cílem získat od něho nebo od třetí osoby informace nebo přiznání, potrestat jej za jednání, jehož se dopustil on nebo třetí osoba nebo z něhož jsou podezřelí nebo s cílem zastrašit nebo přinutit jej nebo třetí osobu nebo z jakéhokoli jiného důvodu založeného na diskriminaci jakéhokoli druhu, když taková bolest nebo utrpení jsou působeny veřejným činitelem nebo jinou osobou jednající z úředního pověření nebo z jejich podnětu či s jejich výslovným nebo tichým souhlasem. Toto vymezení nezahrnuje bolest nebo utrpení, které vznikají pouze v důsledku zákonných sankcí, jsou od těchto sankcí neoddělitelné nebo jsou jimi vyvolány náhodou.
Zavazuje smluvní strany k přijetí účinných opatření, které zabrání mučení na celém území pod jejich jurisdikcí. Dále mimo jiné obsahuje, že stát nesmí vydat, vypovědět či vrátit osobu jinému státu, má-li podezření, že by jí následně hrozilo mučení. Popisuje proces trestního řízení v případě, že nějaká osoba spáchala některý z trestných činů uvedených v čl. 4. Trestné činy uvedené v článku 4 musí být zahrnuty do každé extradiční smlouvy, kterou daný stát sjedná. Trestní řízení musí být provedeno příslušnými orgány a to urychleně a nestranně. Státy jsou si navzájem zavázány poskytnout pomoc v trestním řízení a poskytnutí všech důkazů. Státy jsou povinny zajistit, učební materiály a informace týkající se zákazu mučení osobám, které se vyskytují v profesi, ve které by mohlo dojít k mučení.  V případě, že osoba se stala obětí mučení, má právo podat stížnost. Oběť má právo na spravedlivé a přiměřené odškodnění. Strany jsou rovněž povinny zabránit dalším činům krutého, nelidského či ponižujícího zacházení nebo trestání, a zkoumat jakékoliv tvrzení o takovém zacházení v rámci své pravomoci.
Část II. (články 17–24) popisuje volbu členů do Výboru proti mučení, postup šetření systematického mučení a řešení sporů mezi smluvními stranami.
Část III. (články 25–33) upravuje ratifikaci úmluvy, kdy vstoupí úmluva v platnost, změny této úmluvy a  její vypovězení. 

## Výbor proti mučení
Úmluva disponuje vlastním kontrolním mechanismem - Výborem proti mučení, který hodnotí každé čtyři roky na základě zpráv předkládaných smluvními státy podle čl. 19 úmluvy praktické uplatňování úmluvy. Využít může i podklady poskytnuté specializovanými orgány a mezinárodními či nevládními organizacemi. Po vyhodnocení podkladů a projednání se zástupci států výbor vydá doporučení, která by smluvní státy měly naplňovat.
Výbor se schází dvakrát ročně v Ženevě.  Na každém zasedání zkoumá zprávy států, které jsou smluvními stranami úmluvy.  Každá zpráva je zkoumána ústně v přítomnosti jednoho nebo více zástupců státu. Každý stát, jehož zpráva bude projednávána na zasedání, je předem informován o hlavních otázkách, které chce Výbor projednávat.  Po přezkoumání každé zprávy, Výbor přijme své závěry a doporučení.  Výbor může rovněž přijmout obecné připomínky týkající se zvláštních ustanovení této úmluvy, nebo otázky týkající se jejich provádění. 
Výbor proti mučení rovněž zřídil pracovní skupinu, která připravuje posouzení jednotlivých sdělení a dává doporučení Výboru.
Výbor proti mučení se skládá z deseti expertů vysokého morálního charakteru a uznávaných schopností v oblasti lidských práv, působících v něm jako soukromé osoby. Experti musí mít právnické zkušenosti. Experti jsou voleni státy, které přijaly úmluvu a z každého státu může být jen jeden zástupce. Členové Výboru jsou voleni tajným hlasováním na zasedání států, svolávaných generálním tajemníkem OSN. Členové jsou voleni na čtyři roky, mohou být zvoleni opakovaně v případě, že budou znovu navrženi.
Kromě toho úmluva zakotvuje i další kontrolní procedury - provedení důvěrného šetření, posouzení oznámení státu a posouzení oznámení jednotlivců.

## Podpisy a ratifikace
Ke dni 30. července 2014 přijalo Úmluvu proti mučení a jinému krutému, nelidskému či ponižujícímu zacházení nebo trestání 155 států.